# Jacobus Tirinus

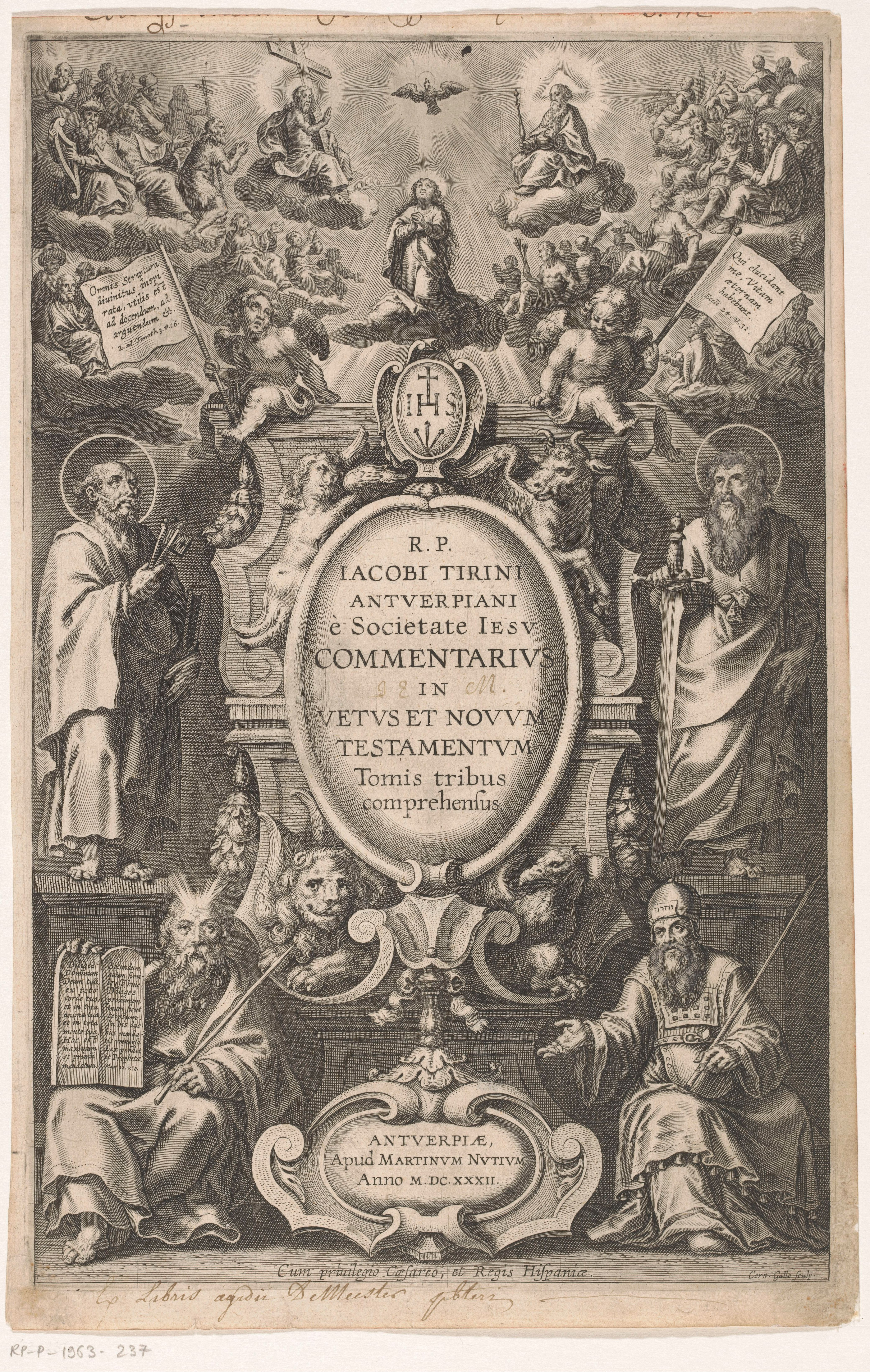
Jacobus Tirinus, Commentarius in Vetus et Novum Testamentum, Antwerpen, M. Nutius, 1632

Jacobus Tirinus SJ (* 15. September 1580 in Antwerpen; † 14. Juli 1636 ebenda) war ein römisch-katholischer Theologe und Exeget.

## Leben
Jacobus Tirinus trat im Alter von 20 Jahren in den Jesuitenorden ein. Er studierte an der Universität Löwen, wo er ein Schüler des Exegeten Cornelius a Lapide war. 1614 wurde er zum Priester geweiht. Tirinus war als Dozent für Bibelauslegung und Kontroverstheologie tätig. Als Superior des neugegründeten Professhauses der Jesuiten in Antwerpen ab 1616 gab er 1620 die Aufträge zur Ausgestaltung der Jesuitenkirche, heute St. Karl Borromäus, an Peter Paul Rubens und legte das komplexe Programm der 1718 verbrannten 39 Deckengemälde und zweier erhaltener Altargemälde (Die Vision des heiligen Ignatius von Loyola und Die Wunder des heiligen Franz Xaver, beide heute Kunsthistorisches Museum in Wien) fest. Wegen der immensen Kosten beim Bau der Kirche wurde Tirinus 1625 seines Amtes enthoben. Von 1629 bis 1633 war er Superior der holländischen Mission.
Seine 1632 erschienene mehrbändige Erklärung der ganzen Bibel war neben der von Giovanni Stefano Menochio ein Standardwerk. Mit der 32,5 × 85 cm großen Chorographia Terrae Sanctae in Angustiorem Formam Redacta, et ex Variis Auctoribus a Multis Erroribus Expurgata enthielt das Werk eine bemerkenswerte Karte des Heiligen Landes.

## Werke
- In Sacram Scripturam commentarius (auch: In universam Sacram Scripturam Commentarius, Commentarius in Vetus et Novum Testamentum). Apud Martinum Nutium, Antwerpen 1632.
- Biblia Sacra oder die heilige Schrift des alten und neuen Testamentes / Mit einer kurzen Auslegung von P. Jakob Tirin. 15 Bände. Doll, Augsburg 1784–1794.